# A Magyar Honvédség átalakulása a rendszerváltás után
A Magyar Honvédség első jelentős átalakítására a Varsói Szerződés megszűnése és a szovjet csapatok kivonulása után került sor. A technikai eszközök átlagéletkora meghaladta a 15 évet, és mintegy 60%-uk technikailag elhasználódott. A szükséges javításokhoz nem minden esetben állt rendelkezésre pénzügyi fedezet. Ebben az időszakban a Honvédség – az orosz államadósság terhére – MiG–29-es vadászgépeket, BTR–80-as páncélozott szállító harcjárműveket, illetve Fehéroroszországból T–72-es harckocsikat szerzett be. Megkezdődött a kötelező katonai szolgálaton alapuló reguláris haderő átalakítása vegyes rendszerű – szerződéses és sorozott katonákból álló – hadsereggé. A sorkatonai szolgálatot előbb kilenc, majd rövid idő elteltével hat hónapra csökkentette a törvényhozás.
1999-ben a kormány döntött egy 2013-ig szóló fejlesztési program elindításáról. A kormányhatározat konkretizálta a haderőfejlesztés soron következő lépéseit. Megszűnt a Magyar Honvédség parancsnoka beosztás, a Honvéd Vezérkar visszakerült a tárca alárendeltségébe, a haderőnemek vezetése – békében – azok parancsnokainak hatáskörébe került. A kormányhatározat döntött a pénzügyi keret felhasználásáról is: 40 + 30 + 30%-os megosztást irányzott elő személyi, fenntartási és fejlesztési kiadások területén.
A légierő modernizálásával kapcsolatban az amerikai F–16-os, F/A–18-as, a francia Mirage 2000, a svéd JAS 39 Gripen, illetve az orosz MiG–29-es vagy Szu–27-es vásárlása vagy lízingelése került szóba. 2001 őszén a kormány végül a Gripen bérlete mellett döntött. Ugyanebben az évben a törvényhozás megalkotta a Magyar Honvédség hivatásos és szerződéses állományú katonáinak jogállásáról szóló törvényt, amelyben újraszabályozta a hivatásos katonák jogait és kötelezettségeit. 2006 októberében a honvédelmi miniszter és a vezérkari főnök ismertette az új haderőreform terveit.
2007-ben ötpárti egyetértés jött létre a Magyar Honvédség további fejlesztésének irányairól. Ez azért is fontos, hogy a Honvédség tényleg fejlődjön az évek során, hiszen eddig az volt, hogy a pártok egymással rivalizáltak és ez meglátszódott a nemzetvédelemben is. Amit az egyik párt elrendelt, azt a másik soron következő párt eltörölte, és mást rendelt el, így nem tudott haladni a fejlődés, amolyan egyet előre, kettőt hátra taktika. Így viszont a pártok közösen tárgyalják meg a magyar honvédelem dolgát, így fejlődik a honvédelem. 2007-ben a határozattervezet, amely mind az öt parlamenti párt képviselőinek együttműködésével és egyetértésével született meg, egyrészt támaszkodik az elmúlt évek, évtizedek haderőreformjaira, másfelől választ ad az aktuális biztonságpolitikai követelményekre. Készítői igyekeztek megőrizni a korábbi (2004-es) országgyűlési határozat vívmányait, sarokköveit; azokat továbbfejlesztették, építettek az elért eredményekre. Céljuk az volt, hogy a szövetségi kötelezettségi rendszerből fakadó igényekhez, illetve a honi társadalmi, politikai és gazdasági élet diktálta igényekhez igazodva döntsön az Országgyűlés a Magyar Honvédség következő 10–15 évének fejlesztési irányairól. Az elfogadás előtt álló határozatot olvasva egy takarékosan működtethető, ugyanakkor szakmailag optimális szervezésű és felszerelésű haderő körvonalai rajzolódnak ki. Az elmúlt időszakban összevontak, megszüntettek, diszlokáltak bizonyos katonai szervezeteket. Csökkentették a vezetőszervek számát, egyszerűsítették a vezetési rendszert, és folyamatosan növelték a csapattagozatban szolgálatot teljesítők létszámát, ezzel is erősítve a valós katonai képességeket. A Magyar Honvédség katonáinak, szervezeteinek számos komoly kihívással kellett szembenézniük, akár a hazai katasztrófavédelmi feladatokat, akár a különböző ENSZ-, NATO- és EU-missziókban történő folyamatos részvételt nézzük. Az alapvető kihívások változatlanok. Ahhoz azonban, hogy jövőbeni feladatainkat az eddigi magas színvonalon teljesíthessük, folytatni kell a modernizációt, a képességfejlesztést, a haderő-átalakítást. A dokumentum mindezt alapelvként kezeli. Ma már viszont önmagában nem elég az, ha kiválóan felkészült és képzett személyi állomány áll rendelkezésünkre, szükség van korszerű felszerelésre, fegyverre, logisztikai és infrastrukturális háttérre is. Ez pedig nem kevés pénzbe kerül (figyelmeztetett a honvédelmi miniszter az Országgyűlés előtt). Az Országgyűlésben abban nem volt vita, hogy a Magyar Honvédség rendelkezésére álló technikai eszközök folyamatos fejlesztésre, gazdaságos üzemeltetésre, időnként pedig cserére szorulnak. Az öt párt és a kormány ugyanakkor fontosnak tartotta azt, hogy a határozattervezetben hangsúlyt kapjon: a haditechnikai fejlesztések és beszerzések során a korszerűség, a hosszabb távon rendszerben tarthatóság, a gazdaságosság, a könnyebb szállíthatóság, a védettség és a környezetvédelem szempontjainak szintén érvényesülniük kell.
"Fontosnak tartom, hogy az előkészítés során kialakult vitákban mind az öt parlamenti képviselőcsoport alkotó módon vett részt. Így válik a magyar honvédelem össznemzeti üggyé." - mondta a honvédelmi miniszter.

## Létszámváltozások
A szárazföldi szervezetek személyi állománya a jelenlegi 8609 főről 10 219 főre nő (9 önálló szervezeti elemmel, 7 helyőrségben végzi feladatait), a légierő szervezetek létszáma a jelenlegi 6044 főről 5023 főre csökken (5 önálló szervezeti elemmel, 5 helyőrségben fog települni). A logisztikai és egyéb szervezetek létszáma a jelenlegi 7248 főről 6458 főre csökken, és 15 önálló hadrendi elemmel hajtják majd végre feladataikat.
A Magyar Honvédség egészét tekintve, jelenleg 78 önálló hadrendi elem, 44 helyőrségben 24 890 fős (2006 vége, 2007 eleje, a 2007-re tervezetteknek megfelelően) létszámmal rendelkezik, ami a haderő-átalakítás végrehajtása után 30 hadrendi elem 42 helyőrségben 21 700 fős létszámmal teljesíti majd a feladatokat.
A 2007 novemberében a Parlament elé terjesztett javaslat alapján, a Magyar Honvédség létszáma 23 950-re fog növekedni (21 030 fő fog a csapatoknál szolgálni ekkor már). Bár az 5 párt közül, a Fidesz tartózkodik az előirányzattól, mert a frakció szerint a 23 950 fő, csak minimális érték lehet, ezért ennek növelését javasolják majd módosító indítványban. A Magyar Honvédség január elsejétől 23 950 fővel működik. További 1000 munkatárs dolgozik a Katonai Biztonsági Hivatalnál, valamint a Katonai Felderítő Hivatalnál, a Zrínyi Miklós Nemzetvédelmi Egyetemen kilencszázan oktatnak, vagy tanulnak, míg az Állami Egészségügyi Központban kétezer-kilencszázharmincan látnak el részben katona-egészségügyi feladatot. Ezek figyelembevételével a teljes létszám az országgyűlési határozatban előírtaknak megfelelően 28 780 fő. Az esztendő során beterjesztett kormányjavaslatokat széles körű konszenzus övezte.
MH Támogató Dandárral (kb. 1700 fő) együtt 19 400 fő fog a csapatoknál szolgálatot teljesíteni, ez jelentős növekedés, mivel korábban a közel 30 000 főből csak 15-17 000-en teljesítettek a csapatoknál szolgálatot. A 24 500 fős tárca létszámból 19 400-an a csapatoknál fognak szolgálni, ez a jelenlegi vezető és alárendelt arányt 50:50%-ról, 20:80%-ra változtatja. Ez az ország számára is hasznosabb, lényegesen hatékonyabb haderőt eredményez.
5500 főről 2800-főre kívánják csökkenteni a hivatali és háttérintézményi szervezetek létszámát. Ezt olyan megoldásokkal akarják elérni, hogy civil közigazgatásba adnak át bizonyos feladatokat. A minisztérium létszáma is kevesebb lesz, a korábbi 650-ről mintegy 490 főre csökken.
A haderő jelentős létszám csökkentése nem rí ki a többi európai ország közül, hiszen mindenhol ez (vagy hasonló) tendencia mutatkozik. A különbség a csökkentés ütemében figyelhető meg, Magyarországon ez igen gyorsan ment végbe. A tervek szerint 2007-re a feltöltöttség 100%-os lesz, a 2006-os 80%-hoz képest. Több lesz a katona, de kevesebb a közalkalmazott, és kisebb lesz a Honvédelmi Minisztérium létszáma. A tervek szerint a fegyveres állomány kisebb, de jobban kiképzett lesz.

A tartalékosok létszáma 90 300 fő volt, ebből 75 000 szárazföldi, 15 400 repülő és légvédelem. (2005)
Mozgósítható létszám 2,66 millió fő, melyből katonai szolgálatra alkalmas 2 millió fő. (2005-ös adatok)
Magyarországon a 2004-es alkotmánymódosítás óta békeidőben nincs sorkötelezettség, a fegyveres erők állományát hivatásosok, szerződésesek és közalkalmazottak alkotják. A sorozást rendkívüli állapot (háború) esetén az Országgyűlés újra elrendelheti.
Esetleges Nemzetőrség, Honi Gárda: 2001-ben felmerült a Nemzetőrség létrehozásának lehetősége, sorozott tartalékos erőnek, de az ötlet végül nem valósult meg. 2007-ben Simicskó István újra felvetette a Nemzeti Gárda ötletét (megyénként, 1000 önkéntes, kiképzett, katonai erő), de még döntés nem született (mivel meg kell vitatni, majd ki kell alakítani az esetleges gazdasági, és más tényezőket), illetve 2007 szeptemberében kezdődtek meg az öt párti egyeztetések a Honi Gárdáról, konkrétum azóta nem született.
Határvadász egységek: Rendkívüli állapot(háború esetén) a Határőrség egyes egységei, a "határvadász századok" az Alkotmány alapján beolvadnak a Magyar Köztársaság Honvédségébe, irányításukat pedig a Honvédelmi Minisztérium veszi át. A Határőrség létszáma, 2005-ben 11 500 fő volt. A Határőrség 2007-re részben integrálódott a Rendőrségébe, 2008-ra teljesen beleolvadt, a határvédelmi feladatokat így közösen látják el. A Rendőrség 9433 határőrt vett át, a határvadász egységek a Határőrség-Rendőrség integrációja után a rendőrségi csapaterőt fogják erősíteni.

## Az eszközök modernizálása
A kilencvenes évek végén a gépesített lövész dandárok könnyűlövész dandárokká alakultak át. Ezzel járt a BMP–1 páncélozott, szállító, lánctalpas harcjárművek leváltása BTR–80 típusú páncélozott, kerekes harcjárművekre. Az UAZ-ok helyett hadrendbe kerültek Mercedes-Benz G-osztályú terepjárók különböző típusai. Rába H18, Rába H25, Mercedes Unimog kamionok váltották/váltják a Zileket, Krazokat, Dacokat. Hadrendbe kerültek MAN, Iveco kamionok.
Magyarország napjainkban váltja le elavultnak minősített orosz technikájú járműveit, német, magyar technikára. A Honvédség modernizálja légierejét, fegyverzetét, a harckocsikat, helikoptereket, de csökkenti azok létszámát, kivonják a harcképtelen, elavult eszközöket. Bizonyos alkalmazási területeken új kézifegyverek kerültek bevezetésre (KGP–9, Gepárd M1A2, Szép stb.), illetve modernizálják a páncéltörő erőket is.
Megvalósult
- Létrejön a modulrendszer a honvédségben. Az új magyar honvédelmi koncepció szerint (mely a nyugati államok elképzeléseit is tükrözi, (például Franciaország, Belgium) a Magyar Honvédségnek számottevő páncélos és tüzér erőkre nincs szüksége, illetve azok modulrendszerként lesznek megtalálhatóak a honvédségben.
- Mi-17-ek felújítása (5 db-ot modernizáltak)
- BM–21-es sorozatvetők kivonva 2006-ig.
- 2 darab AN-26-os modernizálása 2008-ban (új belső számítógéprendszert, új festést és a raktere rázkódásvédelmet kapott).
- 81 mm-es, 60 mm-es aknavetők beszerzése.
- Maljutka páncéltörő rakéta kivonása. (114 db)
- Norvégiából URH adóvevők beszerzése.
- Modern, háromdimenziós radarok beszerzése.
- Heckler & Koch MP5A3 géppisztoly, Gepárd M1 romboló, mesterlövészpuska, Remington 870 Marine sörétes puska beszerzése, és rendszerbe állítása.
- Szép mesterlövészpuska rendszerbe állítása.
- 2002-2003-ban 5 db An-26-os szállítórepülőgép lett felújítva.
- Modernizálásra kerültek a 2K12 Kub rakétarendszerek. A lengyel és magyar együttműködésben megvalósult modernizálás eredményeképpen a rendszer legfontosabb harcászati és technikai paraméterei javultak. Emellett NATO szabványú idegen-barát felismerő rendszerrel és (az épített utakon való közlekedést lehetővé tevő) gumibetétes lánctalppal rendelkezik."

Folyamatban
- BTR–80-ok NATO kompatibilis modernizálása, fejlesztése, BTR–80A és BTR–80K típusokra. 300 darabot kivonnak.
- Mi-24-ek felújítása, NATO kompatibilis modernizálása. (ezzel a Mi-24-esek 2020-ig rendszerben tarthatóak teljesen el tudják látni feladatukat)
- MiG–29-ek kivonása. Őket váltják 2010-ig a Gripenek.
- A gépjármű program keretein belül 12 000 új Rába terepjáró kamion, Mercedes terepjáró kamion, Mercedes G katonai terepjáró, illetve Iveco terepjáró kamionok beszerzése 2010-2013-ig.
- 2008-ban készül átfogó javaslat egy modern rakétarendszer telepítésére Magyarországon.
- A 3 db 3D-s radar telepítése már zajlik (mely 3 évtizedre oldja meg a hadsereg ilyen irányú igényeit), a harmadik és egyben utolsó radart a Tubesre tervezték, de az a koncepció a környék lakosságának ellenállásán megbukott. Egy 2011-es döntés értelmében a harmadik objektum a Tolna megyei Medinára lesz telepítve és ezzel párhuzamosan továbbra is üzemben tartanak két réskitöltő radarszázadot Kupon és Jután.
- A veszprémi radarvezetési központ modernizációja pedig 2010-ben fejeződhet be.
- A légi szállítás terén jelentős előrelépés, hogy a NATO Pápára telepíti a fő hadműveleti bázisát. Itt C-17-es szállítógépek állomásoznak majd (magyar felségjelzéssel).
- Az átmeneti időszakra An-24-eseket terveznek felújítani.
- 2009-2014-ig AK-63-as gépkarabélyok felújítása. (7700 db)
- Új mintázatú egyenruha beszerzése.
- Új rohamsisak rendszeresítése.
- Rendszeresítve lett GEPÁRD M2,-M2A1 és M3 is, de az ellátás még folyamatban van.

Terv
- 2011-ig a honvédelmi tárca újabb 140 db Atlas-2 Mistral légvédelmi rakétakomplexum beszerzését tervezi.
- A repülési idő növelésének és a NATO feladatok érdekében újabb repülőgépek beszerzése. (Több verzió is létezik. Így, hogy például a meglévők mellé plusz 14 db Gripent vennének/bérelnének. Vagy esetleg felújítják a MIG-29-eseket. Másik verzió lehet még 12-14 db repülőgép beszerzése, a csehek jelképes áron felajánlottak L–159 ALCA típusú gépeket.)
- KUB 2K12M légvédelmi rakétaindító komplexumok helyett újak beszerzése. (2016-ig tarthatóak rendszerben)
- 2010 után a Konkurs kiváltása korszerű eszközzel.
- A Mi–8-ok helyett új gépek beszerzése.
- Az An-26-osok kivonása után új típusú szállítógépek beszerzése.
- A jövőben 4 darab helikopterrel enyhítenénk az Afganisztánban uralkodó helikopterhiányt. 2db felújított MI-17 és kettő felújított MI-24-es helikoptert küld ki Magyarország, részben saját, részben NATO pénzügyi forrásokból. Ez a gazdasági válság hatására valószínűleg eltolódik.
- Pilóta nélküli felderítőgép (UAV) beszerzése[10][11]

## Tízéves védelmi terv
2006. november végéig elkészül a szaktárca tízéves védelmi terve, mely a honvédség szerkezetét, képességeit és feladatvállalásait határozza meg. A terv alapján 2007. január 1-jei hatállyal megalakult a MH Összhaderőnemi Parancsnokság. Ide a szárazföldi-, a légierő-, az összhaderőnemi logisztikai-, a híradó és informatikai-, a budapesti helyőrség-, valamint az egészségügyi parancsnokságot vonták össze, és egyes minisztériumi szervezeteket is összevontak. Például 2007. január 1-jétől a Katonai Ügyészséget a Legfőbb Ügyészség, a Katonai Fogházat pedig az Igazságügyi és Rendészeti Minisztérium kezelésébe adják át.
Vizsgálják azt az elképzelést is, hogy az egyesített parancsnokság ne Budapesten koncentrálódjon, hanem Székesfehérváron, és részben Veszprémben működjön. Ez a változtatás kétharmados parlamenti döntést kíván.